# Kafr Qallil
Kafr Qallil, en arabe : كفر قلّيل, est un village du gouvernorat de Naplouse en Palestine, situé à 4,3 km au sud de Naplouse, au centre de la Cisjordanie.
Selon le recensement du bureau central palestinien des statistiques, la localité compte une population de 3 029 habitants en 2017.